# یواس‌اس بل (دی‌دی-۵۸۷)
یواس‌اس بل (دی‌دی-۵۸۷) (به انگلیسی: USS Bell (DD-587)) یک کشتی بود که طول آن ۱۱۴٫۷ متر (۳۷۶ فوت) بود. این کشتی در سال ۱۹۴۲ ساخته شد.